# UBU Productions
UBU Productions, Inc., est une compagnie de production indépendante fondée en 1981 par le producteur de télévision Gary David Goldberg. Les productions notables de UBU sont Sacrée Famille (1982–1989), Brooklyn Bridge (1991–1993) , et Spin City (1996–2002).
La mascotte UBU est le Golden Retriever noir de Goldberg. L'image finale d'UBU Productions est une photo d'Ubu avec un frisbee dans la gueule, et une voix disant Sit Ubu, sit ! Good Dog ! -Woof !- (en version française : Couché Ubu, couché... Bon chien ! -Wouf !-).